# TDRD7
TDRD7‏ (Tudor domain containing 7) هوَ بروتين يُشَفر بواسطة جين TDRD7 في الإنسان.